# Euphyllodromia cerdai
Euphyllodromia cerdai es una especie de cucaracha del género Euphyllodromia, familia Ectobiidae.

## Distribución
Esta especie se encuentra en Venezuela.